# Donačka Gora
Donačka Gora je naselje v Občini Rogatec.
V vasi sta odraščala slovenski nadškof Anton Stres in glasbenik ter zgodovinar Tonček Kregar.